# Buduburam
Buduburam ist ein Flüchtlingslager in der ghanaischen Central Region. Es beherbergt hauptsächlich Flüchtlinge aus Liberia.

## Lage
Buduburam liegt im Osten der ghanaischen Central Region, nahe der Grenze zur Region Greater Accra. Die Hauptstadt Accra liegt 44 Kilometer östlich des Lagers.

### Verkehr
Buduburam liegt an der Nationalstraße 1, die entlang der ghanaischen Küste verläuft.

## Geschichte
Das Flüchtlingslager wurde 1990 auf Grund des Ersten Bürgerkriegs in Liberia, der von 1989 bis 1996 andauerte, vom UNHCR eröffnet. Bereits zuvor existierte dort ein kleines Dorf. Weitere Flüchtlinge fanden in Folge des Zweiten Bürgerkrieges in Liberia von 1999 bis 2003 und des Bürgerkrieges in Sierra Leone von 1991 bis 2001 im Lager Buduburam Schutz. Im Jahr 2000 lebten dadurch bereits 18.713 Menschen in Buduburam.
Im Jahr 2007 empfahl der UNHCR den Flüchtlingen die Rückkehr in ihr Heimatland, da in Liberia inzwischen Frieden eingekehrt war. Auch der stellvertretende Informationsminister Ghanas forderte die Flüchtlinge auf, in ihr Heimatland zurückzukehren oder an einem anderen Ort in Ghana zu siedeln. Infolgedessen verließen seit Ende des Bürgerkrieges in Liberia gut 18.000 Flüchtlinge das Lager in Richtung Liberia, viele Menschen, die häufig bereits im Lager geboren wurden, entschieden sich aber zu bleiben, sodass Buduburams Bevölkerung weiter anstieg.

### Einwohnerentwicklung
| Zählung   | Zensus 1970 | Zensus 1984 | Zensus 2000 | Zensus 2010 |
| --------- | ----------- | ----------- | ----------- | ----------- |
| Einwohner | 380         | 40          | 18.713      | 50.516      |

## Persönlichkeiten
- Alphonso Davies, Fußballspieler (* 2000)

## Infrastruktur
Die Lage im Lager wird als weitestgehend stabil und geordnet beschrieben. Buduburam verfügt über eine Schule, ein Krankenhaus, eine Feuerwehr, ein liberianisches Kulturzentrum und eine Vielzahl von Geschäften.